# Cacatuini
Cacatuini este un trib de papagali din familia Cacatuidae.
Tribul Cacatuini este format din patru genuri albicioase, rozalii sau cenușii:
- Genul Callocephalon
  - Callocephalon fimbriatum
- Genul Eolophus
  - Eolophus roseicapilla
- Genul Lophochroa
  - Lophochroa leadbeateri
- Genul Cacatua
  - Cacatua sulphurea
  - Cacatua citrinocristata
  - Cacatua galerita
  - Cacatua ophthalmica
  - Cacatua alba
  - Cacatua moluccensis
  - Cacatua tenuirostris
  - Cacatua pastinator
  - Cacatua sanguinea
  - Cacatua goffiniana
  - Cacatua ducorpsii
  - Cacatua haematuropygia
  - Cacatua leadbeateri